# Трофей Футбольної ліги
Трофей Футбольної ліги (англ. Football League Trophy) є третім за важливістю кубковим турніром в англійському футболі, в якому беруть участь виключно клуби Першої і Другої Футбольних Ліг (3-й і 4-й дивізіони системи футбольних ліг Англії), тобто дві найнижчі ліги Англійської Футбольної Ліги. Фінал турніру традиційно відбувається на стадіоні «Вемблі» (крім 2001―07 рр., коли він був на реконструкції).
Турнір було засновано у 1983 році. Він не вважається пріоритетним, і багато клубів грають не найсильнішим складом, особливо на початкових етапах. Починаючи з сезону 2006―07 запроваджено нові правила з метою запобігання цій практиці — в складі команди має бути принаймні 6 гравців, які протягом сезону зіграли найбільше матчів на своїй позиції в клубі.
Відповідно відвідуваність турніру є дуже низькою: часто стадіони заповнюються лише на 20―30 відсотків. «Ноттінгем Форест» встановив на одному з матчів турніру клубний антирекорд відвідуваності (2013 глядачів). Водночас рекордом відвідуваністі є фінал сезону 1988/89 рр. між «Вулвергемптон Вондерерз» і «Бернлі» у присутності 80 тисяч глядачів.

## Володарі
| - 1983–84: «Борнмут» - 1984–85: «Віган Атлетік» - 1985–86: «Бристоль Сіті» - 1986–87: «Менсфілд Таун» - 1987–88: «Вулвергемптон Вондерерз» - 1988–89: «Болтон Вондерерз» - 1989–90: «Транмер Роверз» - 1990–91: «Бірмінгем Сіті» - 1991–92: «Сток Сіті» - 1992–93: «Порт Вейл» - 1993–94: «Суонсі Сіті» - 1994–95: «Бірмінгем Сіті» - 1995–96: «Ротергем Юнайтед» - 1996–97: «Карлайл Юнайтед» | - 1997–98: «Грімсбі Таун» - 1998–99: «Віган Атлетік» - 1999–00: «Сток Сіті» - 2000–01: «Порт Вейл» - 2001–02: «Блекпул» - 2002–03: «Бристоль Сіті» - 2003–04: «Блекпул» - 2004–05: «Рексем» - 2005–06: «Суонсі Сіті» - 2006–07: «Донкастер Роверз» - 2007–08: «Мілтон Кінз Донс» - 2008–09: «Лутон Таун» - 2009–10: «Саутгемптон» - 2010–11: «Карлайл Юнайтед» | - 2011–12: «Честерфілд» - 2012–13: «Кру Александра» - 2013–14: «Пітерборо Юнайтед» - 2014–15: «Бристоль Сіті» - 2015–16: «Барнслі» - 2016–17: «Ковентрі Сіті» - 2017–18: «Лінкольн Сіті» - 2018–19: «Портсмут» - 2019–20: «Солфорд Сіті» - 2020–21: «Сандерленд» - 2021–22: «Ротергем Юнайтед» - 2022–23: «Болтон Вондерерз» - 2023–24: «Пітерборо Юнайтед» |

## Список команд за кількістю виграних трофеїв
| Кількість трофеїв | Команда                   |
| ----------------- | ------------------------- |
| 3                 | «Бристоль Сіті»           |
| 2                 | «Бірмінгем Сіті»          |
| 2                 | «Віган Атлетік»           |
| 2                 | «Сток Сіті»               |
| 2                 | «Порт Вейл»               |
| 2                 | «Блекпул»                 |
| 2                 | «Суонсі Сіті»             |
| 2                 | «Карлайл Юнайтед»         |
| 2                 | «Болтон Вондерерз»        |
| 2                 | «Ротергем Юнайтед»        |
| 2                 | «Пітерборо Юнайтед»       |
| 1                 | «Борнмут»                 |
| 1                 | «Менсфілд Таун»           |
| 1                 | «Вулвергемптон Вондерерз» |
| 1                 | «Транмер Роверз»          |
| 1                 | «Грімсбі Таун»            |
| 1                 | «Рексем»                  |
| 1                 | «Донкастер Роверз»        |
| 1                 | «Мілтон Кінз Донс»        |
| 1                 | «Лутон Таун»              |
| 1                 | «Саутгемптон»             |
| 1                 | «Честерфілд»              |
| 1                 | «Кру Александра»          |
| 1                 | «Барнслі»                 |
| 1                 | «Ковентрі Сіті»           |
| 1                 | «Лінкольн Сіті»           |
| 1                 | «Портсмут»                |
| 1                 | «Солфорд Сіті»            |
| 1                 | «Сандерленд»              |